# OBS竹田ラジオ放送局
OBS竹田ラジオ放送局（オービーエスたけたラジオほうそうきょく）は、大分県竹田市にある大分放送の中波放送中継局である。なお、正式な局名は、大分放送竹田中波放送局である。
当中継局は、これまで周辺地域の送信所・中継局などを受信していたが、外国からの電波による混信などの受信環境悪化に伴い、郵政省（現：総務省）が推進している電気通信格差是正事業のひとつである民放中波ラジオ放送受信障害解消事業によって設置された。

## 中継局概要
| 放送局名    | 呼出名称                             | 周波数   | 空中線電力 | 放送対象地域 | 放送区域内世帯数 |
| OBS大分放送 | おおいたほうそうたけたほうそうきょく | 1557 kHz | 100 W      | 大分県       | 1万6394世帯      |

中継局置局住所は、竹田市大字会々字上鹿口3216。ただし、九州電気通信管理局による1998年のプレスリリースでは「竹田市大字飛田川字騎群3216番地」と記載している。

## 参考リンク
- OBS竹田中波ラジオ放送局を免許−民放中波ラジオ放送受信障害解消事業による放送局− - 九州電気通信監理局(現:九州総合通信局)･1998年（平成10年）3月24日プレスリリース(平成9年度報道資料)